# Ключ из жёлтого металла
«Ключ из жёлтого металла» — фэнтезийный роман Макса Фрая, вышедший в 2009 году, написан в 2008 году.

## Сюжет
Повествование в этой книге ведётся от лица Филиппа Карловича. Ему 33 года, он нигде не работает, живёт на деньги от сдаваемых им квартир в Москве. Он с лёгкостью передвигается по миру и вообще питает слабость к путешествиям. В один прекрасный день отец зовёт сына к себе и просит выполнить очень важное поручение. Отец Филиппа живёт в старом районе Вильнюса вместе с бывшей няней Филиппа. Карл — увлечённый коллекционер. Он с детства собирает ключи, особенно те, у которых есть история. В его понимании это возможность найти дверь, к которой подходит ключ из коллекции.
Но произошла обратная ситуация: в его доме есть таинственная дверь, но нет ключа. На одном из форумов он находит человека, который утверждает, что у него есть оригинал ключа от этой двери. Только вот незадача, Карлу надо ехать на гастроли, и в то же время ему хочется заполучить ключик как можно скорее. Поэтому он просит своего сына срочно отправиться в Прагу и найти владельца ключа. Именно с этого момента жизнь Филиппа кардинально меняется.

## Аллюзии
В книге Фрая можно найти множество отсылок на произведение Алексея Толстого «Золотой ключик, или Приключения Буратино». Вот лишь некоторые из них:
- Собственно ключ из жёлтого металла и загадочная дверь, которую он открывает.
- Имя отца главного героя — Карл. Он органист (а папа Карло — шарманщик).
- В одном из эпизодов главный герой познакомился с парой попутчиков, пообедал с ними, а они сбежали и оставили его расплачиваться за обед — точно так же кот Базилио и лиса Алиса поступили с Буратино в харчевне «Трёх пескарей».
- Марина (Мирра) Жукотовская с разноцветными волосами и её спутник Арсений, способный превращаться в чёрного пса — прямая отсылка на голубоволосую Мальвину и чёрного пуделя Артемона; безнадёжно влюблённый в Мирру Павел Дякель — Пьеро.
- Детектив Митя в полосатом шарфе — Арлекин.
- В книге Фрая упоминается раритетный букварь — азбука Буратино.

Также есть аллюзии на предыдущие произведения Фрая (в частности, на короткое время появляется Макс — «человек в жокейской кепке», а ранее упоминается сторож по имени Франк) и другие книги мировой литературы.

## Дополнительные факты
- Не только в тексте книги, но и в аннотации упоминалось, что авторство встречающихся в романе стихов принадлежит М. Жукотовской, а «встроенных» рассказов — Борису Цаплину. На самом деле эти люди вымышлены, а якобы написанные Цаплиным рассказы появлялись ранее в ЖЖ самой Светланы Мартынчик[2][1].
- Выйдя в конце 2008 года, роман вошёл сначала в двадцатку самых продаваемых книг в Москве (по данным Торгового дома «Библио-Глобус»[3]), а в январе 2009 уже вошёл в тройку лидеров, уступив только переизданию романа Стругацких[4].